# Ардзінба Марія Кукунівна
Марія Кукунівна Ардзінба (1923 , Дурипшd, Соціалістична Радянська Республіка Грузія  — 1995 , Дурипшd, Ґудаутський район ) — колгоспниця колгоспу «Дурипш» Гудаутського району Абхазької АРСР, Грузинська РСР. Герой Соціалістичної Праці (08.04.1971).

## Біографія
Народилася в 1923 році (за іншим даними — в 1920 році в селищі Дурипші Сухумського округу Грузинської демократичної республіки, нині — Гудаутського району Абхазії, в сім'ї селянина. Абхазка.
Після закінчення сільської школи з другої половини 1930-х років трудилася в чайній бригаді місцевого колгоспу імені Берія Гудаутського району Абхазької АРСР.
Марія Кукунівна щорічно збирала з кожного закріпленого за нею гектара по 6-7 тонн зеленого чайного листа, але задалася метою наздогнати працівницю чайної бригади Гальського району Джумутія Сараміду, яка з 0,5 га збирала до 12 тонн чаю. Будучи ученицею знатного трудівника Тарба, Темура Туговича, вона наполегливою працею домагалася бажаного результату і в 1947 році отримала по 8 тонн чаю з кожного з 2 га.
За підсумками роботи в 1947 році і 7-ї семирічки (1959—1965) Марія Кукунівна нагороджена двома орденами Трудового Червоного Прапора.
Протягом ряду років 8-ї п'ятирічки (1966—1970) продовжувала залишатися лідером у зборі чайного листа, в своєму колгоспі, так і серед чайних робітників Гудаутського району Абхазії, зібрала 20,5 тонн сортового чайного листа, перевиконавши п'ятирічний план на 8,5 тонн.
Указом Президії Верховної Ради СРСР від 8 квітня 1971 року за видатні успіхи, досягнуті в розвитку сільськогосподарського виробництва і виконання п'ятирічного плану продажу державі продуктів землеробства і тваринництва, Ардзінбі Марії Кукунівні присвоєно звання Героя Соціалістичної Праці з врученням ордена Леніна і золотої медалі «Серп і Молот».
М. К. Ардзінба сім разів брала участь у Виставці досягнень народного господарства (ВДНГ) СРСР.
Обиралася депутатом Верховної Ради Грузинської РСР 2-го скликання (1947—1951) і делегатом XXIV з'їзду КПРС (1971).
Проживала у рідному селі Дурипш. Померла в 1995 році.

## Нагороди
- Золота медаль «Серп і Молот» (08.04.1971)
- орден Леніна (08.04.1971)
- орден Трудового Червоного Прапора (21.02.1948)
- орден Трудового Червоного Прапора (02.04.1966)
- Медаль «За трудову відзнаку» (24.02.1946)
- Медаль «В ознаменування 100-річчя з дня народження Володимира Ілліча Леніна»
- Медаль «За доблесну працю у Великій Вітчизняній війні 1941—1945 рр.»
- Медаль «Ветеран праці»
- медалі Виставки досягнень народного господарства (ВДНГ)
- та іншими